# Маліна (Лодзинське воєводство)
Маліна (пол. Malina) — село в Польщі, у гміні Кутно Кутновського повіту Лодзинського воєводства.
Населення — 226 осіб (2011).
У 1975-1998 роках село належало до Плоцького воєводства.

## Демографія
Демографічна структура станом на 31 березня 2011 року:
|          | Загалом | Допрацездатний вік | Працездатний вік | Постпрацездатний вік |
| -------- | ------- | ------------------ | ---------------- | -------------------- |
| Чоловіки | 109     | 24                 | 78               | 7                    |
| Жінки    | 117     | 23                 | 71               | 23                   |
| Разом    | 226     | 47                 | 149              | 30                   |